# Мечта земли
«Мечта земли» (азерб. Torpağın arzusu, или Torpağın həsrəti) — картина азербайджанского художника Саттара Бахлулзаде, написанная в 1963 году. Хранится в Национальном музее искусств Азербайджана в Баку.
В декоративном по краскам пейзаже «Мечта земли» запечатлены зеркальные воды Джейран-Батана — искусственного озера близ Баку, превратившего в цветник когда-то пустынные поля. Некогда, побывав здесь, Саттар Бахлулзаде усмотрел в местном ландшафте красоты, скрытые до этой поры от взоров сотен других художников. Маковое поле же вокруг водоёма является чистым домыслом художника. Как отмечает искусствовед Зиядхан Алиев, Бахлулзаде «глубоко проникся жаждой одинокого бутона-мака, изо всех сил тянущегося от растрескавшейся почвы к светлому небу, распознал исконную мечту здешней земли
— стать пышным цветником…».
Картина приведена в качестве иллюстрации статьи о Саттаре Бахлулзаде в «Популярной художественной энциклопедии», изданной под редакцией Вадима Полевого, а также статьи «Искусство Азербайджанской Советской Социалистической Республики» в «Истории искусства народов СССР» (илл. 173).